# Haifa
Haifa (tiếng Hebrew: חֵיפָה, Hefa; tiếng Ả Rập: حيفا, Ḥayfā) là thành phố lớn nhất miền Bắc Israel, lớn thứ năm trên toàn quốc với dân số hơn 265.000 người và 300.000 người sống tại các tỉnh lân cận, trong đó có các thành phố như Krayot, Tirat Carmel, Daliyat al-Karmel và Nesher. Những khu vực này hợp lại thành một đô thị, nơi cư trú gần 600.000 dân, tạo nên phần lõi trung tâm của vùng đô thị Haifa. Haifa là một thành phố đa dân tộc, với hơn 90% dân số là người Do Thái, hơn 1/4 trong số đó là di dân từ Liên bang Xô Viết, 10% là người Ả Rập, chủ yếu theo đạo Cơ Đốc. Thành phố này còn là nơi tọa lạc của Trung tâm Thế giới Baha'i, một Di sản thế giới được UNESCO công nhận.
Được xây dựng trên sườn dốc của Núi Carmel, lịch sử định cư tại vùng đất này kéo dài hơn 3.000 năm. Sự định cư đầu tiên được biết đến thuộc vùng phụ cận là Tell Abu Hawam, một thành phố cảng nhỏ thành lập vào cuối thời đại đồ đồng (thế kỷ 14 trước Công nguyên). Trong thế kỷ thứ 3, Haifa nổi tiếng là một trung tâm chế tạo thuốc nhuộm. Qua nhiều thế kỷ, thành phố đã thay đổi: bị chinh phục và cai trị bởi người Phoenicia, người Do Thái, người Ba Tư, Vương quốc Hasmoneus, La Mã cổ đại, Đế quốc Đông La Mã, Ả Rập, quân Thập tự chinh, Đế chế Ottoman, Đế chế Muhammad Ali (Ai Cập), Anh, và Israel. Từ khi thành lập Nhà nước Israel vào năm 1948, thành phố do Khu tự trị Haifa cai quản.
Ngày nay, thành phố là một cảng biển lớn nằm phía Đông bờ biển Địa Trung Hải của Israel tại Vịnh Haifa, rộng 63,7 km². Thành phố nằm cách khoảng 90 km về phía Bắc Tel Aviv và là trung tâm khu vực chính của miền Bắc Israel. Hai tổ chức giáo dục uy tín là Đại học Haifa (1963) và Học viện Công nghệ Israel (1912) được đặt tại Haifa. Thành phố đóng vai trò quan trọng trong nền kinh tế của Israel. Haifa có một số khu công nghệ cao bao gồm những khu lâu đời nhất và lớn nhất trong nước, ngoài ra còn một cảng công nghiệp, và một nhà máy lọc dầu. Haifa được trước đây là ga cuối phía Tây của đường ống dẫn dầu từ Iraq qua Jordan. Dầu khai thác được từ Negev được lọc tại Haifa. Ngoài lọc dầu ra, thành phố này còn có các ngành khác như: xi măng, hoá chất, thiết bị điện tử, kính, thép và hàng dệt. Thành phố được nối với các vùng khác của Israel bằng các tuyến đường sắt và đường cao tốc. Haifa cũng là căn cứ hải quân chính của Israel, cùng với các cơ sở cảng cho Hạm đội 6 Hoa Kỳ.
Haifa có tên gọi là Sycaminum trong thời cổ đại và Caiphas trong thời Thập Tự Chinh vào thế kỷ 11 và 12. Trong thế kỷ 12, đã có một lâu đài được quân Thập Tự Chinh xây ở đây và bị vua Hồi giáo (sultan) Ai Cập và Syria là Saladin phá hủy. Thành phố đã không có tầm quan trọng lắm cho đến thế kỷ 20 khi một tuyến đường sắt nối nó với Damascus, thủ đô của Syria. Sau khi Israel được thành lập năm 1948, thành phố đã trở thành cảng hàng đầu của Israel.
|  |  |

## Nhân khẩu

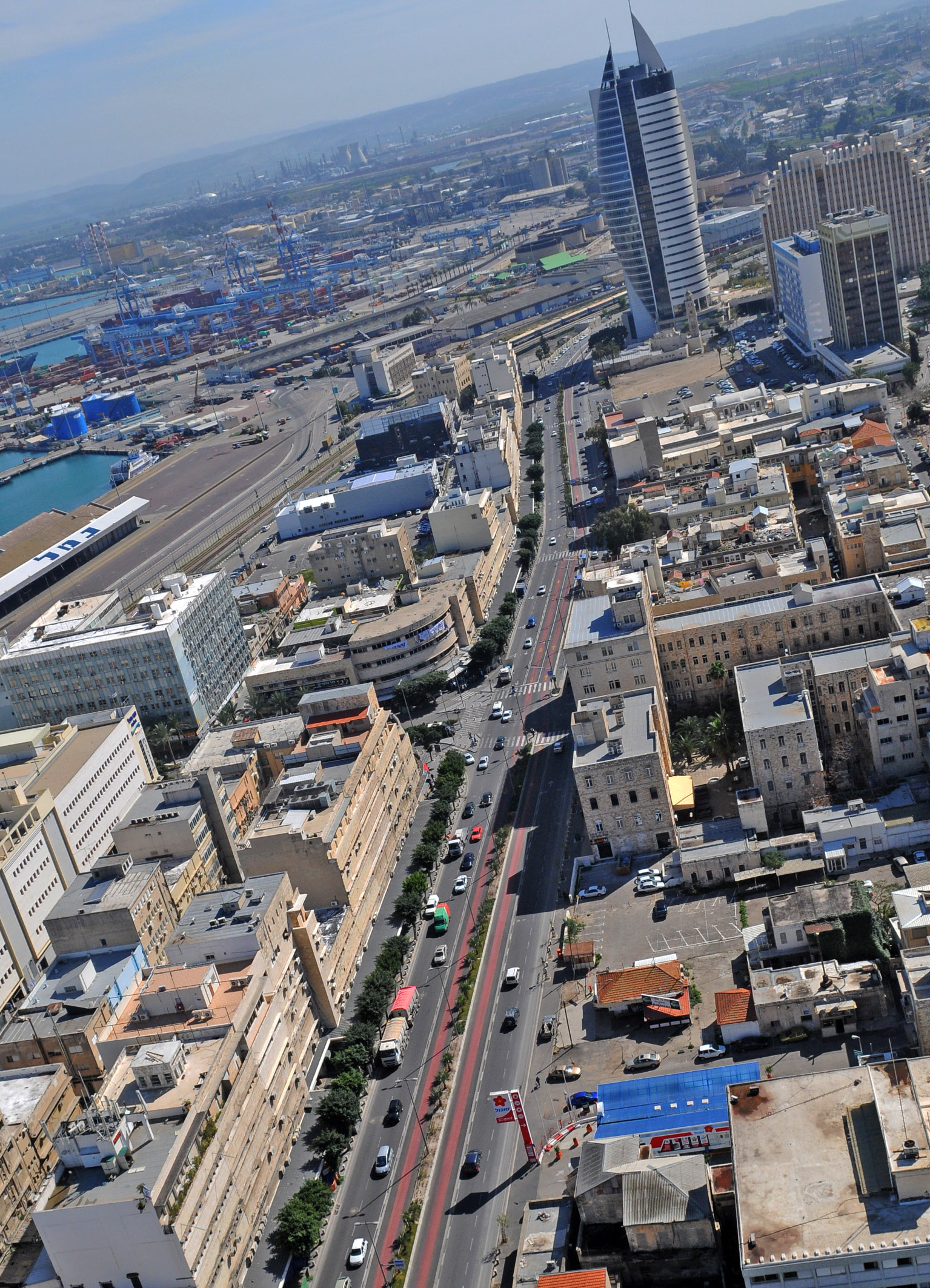
Đường Ha'Atzmaut ở khu kinh doanh trong thành phố.

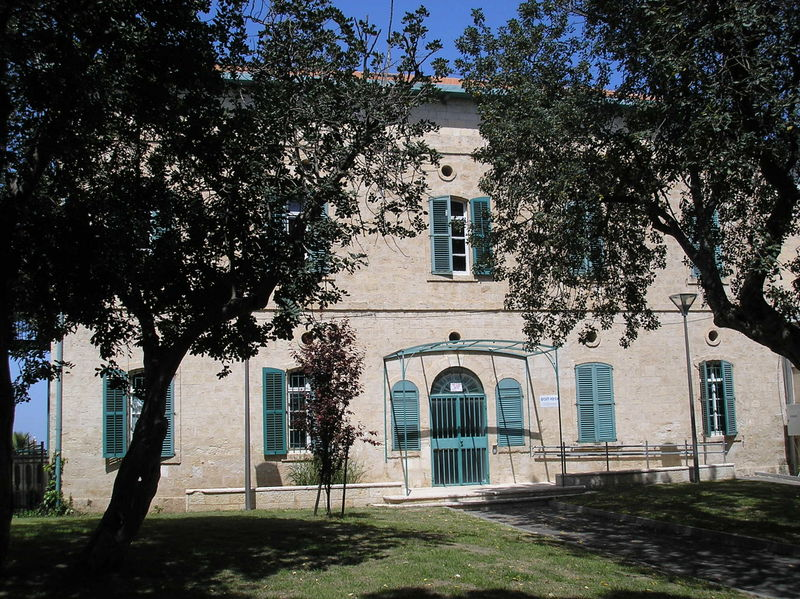
Beit Hecht, một công trình Templer được phục hồi.

Haifa là thành phố lớn thứ ba của Israel với khoảng 103.000 hộ gia đình và dân số xấp xỉ 266.300. Những người nhập cư từ Liên Xô cũ chiếm 25% dân số Haifa. Theo Cục Thống kê Trung ương Israel, công dân Ả Rập của Israel chiếm 9% dân số Haifa, đa số sống tại các khu lân cận Wadi Nisnas, Abbas và Halissa.
Haifa thường được mô tả như là một kiểu hình về sự hợp tác tồn tại giữa người Ả Rập và người Do Thái tại Israel, mặc dù các mối căng thẳng và thù địch vẫn còn diễn ra. Nhiều tổ chức Palestin đã được thành lập để chống phân biệt đối xử nhận thức trong việc phân bổ các nguồn lực, để phản đối việc di dời người Ả Rập Haifa có nhà cửa bị người Do Thái chiếm đóng và để ngăn chặn sự phá hủy tài sản văn hóa Ả Rập trong khu vực Haifa.
| Thành phố Haifa Dân số theo năm |         |
| 1800                            | 1.000   |
| 1840                            | 2.000   |
| 1880                            | 6.000   |
| 1914                            | 20.000  |
| 1922                            | 24.600  |
| 1947                            | 145.140 |
| 1961                            | 183.021 |
| 1972                            | 219.559 |
| 1983                            | 225.775 |
| 1995                            | 255.914 |
| 2005                            | 267.800 |
| 2009                            | 265.000 |

Thành phố có dân số già đi so với Tel Aviv và Jerusalem vì những người trẻ tuổi đã chuyển đến trung tâm của đất nước cho việc học và việc làm, còn các gia đình trẻ thì di cư sang những khu cư trú ở vùng ngoại ô.

### Cộng đồng tôn giáo và dân tộc
Dân số của Haifa ngày nay có 90% là người Do Thái, 4% Hồi giáo và 6% Kitô giáo Ả Rập. Vì các thế hệ và thanh niên Do Thái dần rời khỏi thành phố, tỷ lệ người Kitô giáo và Hồi giáo đang tăng lên. Haifa là một nơi hành hương của tôn giáo Baha'i, và một số lượng nhỏ người làm việc tại Trung tâm Thế giới Baha'i sống trong thành phố.

## Địa lý

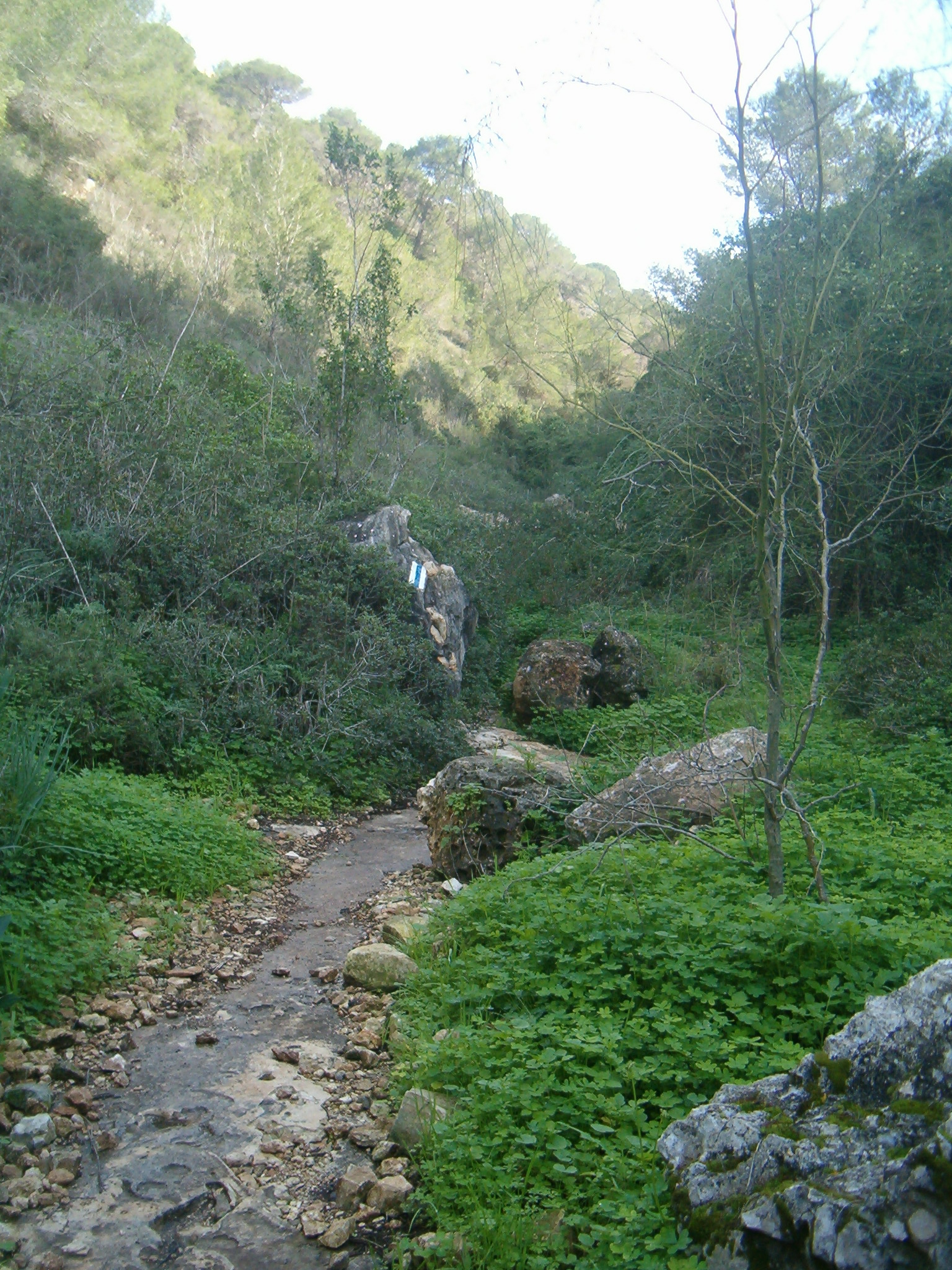
Đường mòn xanh ở Wadi Lotem.

Haifa nằm trên đồng bằng duyên hải Địa Trung Hải của Israel, vùng đất này là cây cầu lịch sử bắc ngang châu Âu, châu Phi và châu Á. Thành phố được chia tách thành ba tầng, nằm trên sườn phía Bắc của Núi Carmel và xung quanh Vịnh Haifa. Vùng thấp nhất là trung tâm thương mại và công nghiệp trong đó có Cảng Haifa. Vùng có tầng cao trung bình nằm trên sườn núi Carmel gồm các khu dân cư cũ, còn vùng cao nhất là nơi có các khu dân cư hiện đại nhìn xuống các khu thấp hơn. Từ đây tầm nhìn có thể trải rộng băng qua khu vực Tây Galilee của Israel nhìn sang Rosh HaNikra và biên giới Liban. Haifa nằm cách khoảng 90 kilômét (55,9 mi) về phía Bắc của thành phố Tel Aviv và có nhiều bãi biển thuộc Địa Trung Hải.

## Thực vật và động vật
Núi Carmel có ba con sông cạn lớn (chỉ có nước vào mùa mưa): Lotem, Amik và Si'ach. Phần lớn các thung lũng này là những hành lang tự nhiên không còn phát triển mà chạy dài qua thành phố từ bờ biển đến đỉnh núi. Những lối đi băng qua khu vực này cung cấp môi trường sống cho động vật hoang dã như heo rừng, chó rừng vàng, cầy mangut Ai Cập và tắc kè bông.

## Khí hậu
Haifa có khí hậu Địa Trung Hải với mùa hè nóng, khô và mùa đông mát mẻ có mưa (phân loại khí hậu Köppen Csa). Mùa xuân đến vào tháng ba khi nhiệt độ bắt đầu tăng lên. Đến cuối tháng 5, nhiệt độ ấm lên đáng kể báo trước những ngày hè ấm áp. Nhiệt độ trung bình vào mùa hè là 26 °C (79 °F) và 12 °C (54 °F) vào mùa đông. Tuyết rất hiếm khi có ở Haifa, nhưng ở nhiệt độ khoảng 3 °C (37 °F) đôi khi có thể có tuyết rơi, thường là vào buổi sáng sớm. Độ ẩm có xu hướng cao quanh năm và mùa mưa thường diễn ra vào giữa tháng 9 và tháng 5. Lượng mưa hàng năm khoảng 629 milimét (25 in).

## Kinh tế

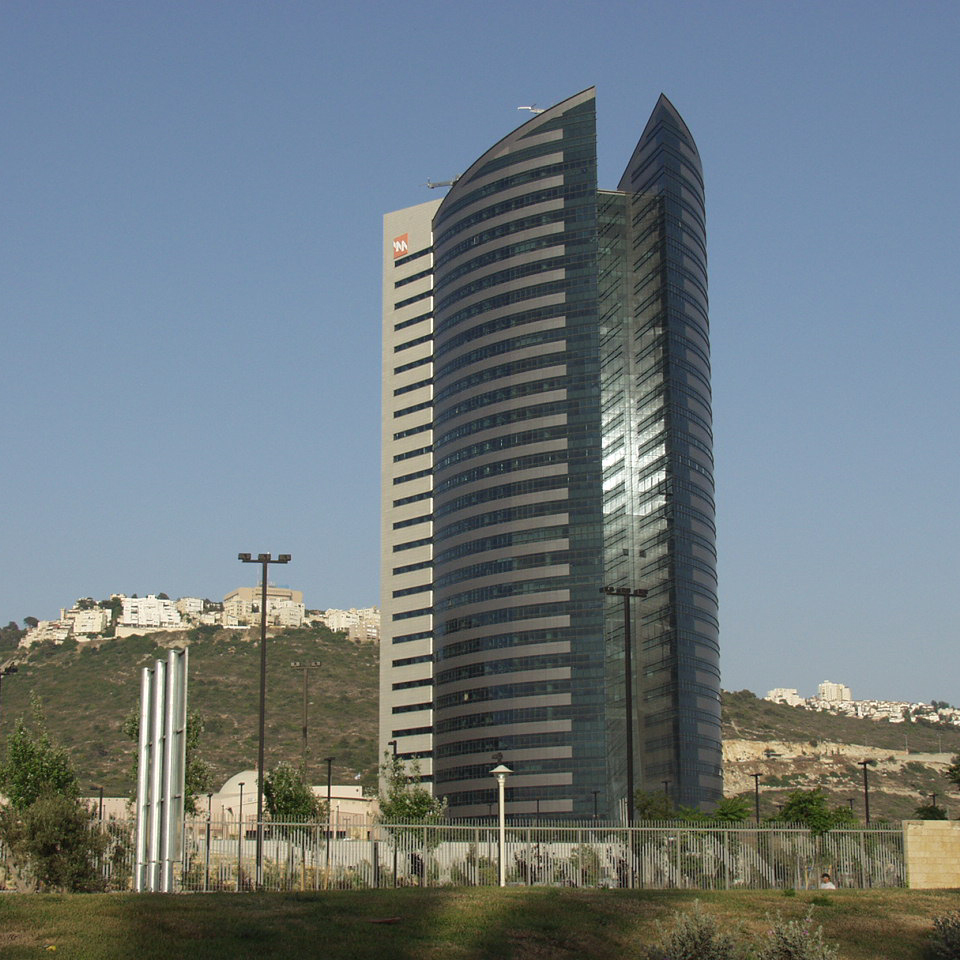
Tháp IEC

Câu nói "Làm việc ở Haifa, cầu nguyện ở Jerusalem và vui chơi ở Tel Aviv" đề cập đến Haifa như một thành phố việc làm. Các khu công nghiệp của Haifa nằm ở phần phía Đông của thành phố, xung quanh sông Kishon. Haifa là nơi có một trong hai nhà máy lọc dầu tại Israel (nhà máy còn lại nằm ở sông Ashdod). Nhà máy lọc dầu Haifa có sản lượng 9 triệu tấn (66 triệu thùng) dầu thô một năm. Tòa tháp làm mát đôi cao 80 mét được xây dựng vào những năm 1930 là công trình cao nhất được xây dựng trong thời kỳ quyền ủy trị của Anh.
Matam (viết tắt của Merkaz Ta'asiyot Mada - Trung tâm Khoa học Công nghiệp) là công viên thương mại lớn nhất và lâu đời nhất ở Israel, nằm ở cửa ngõ phía Nam thành phố, sản xuất cơ sở vật chất nghiên cứu và phát triển cho nhiều công ty công nghệ cao của Israel và quốc tế, chẳng hạn như Intel, IBM, Microsoft, Motorola, Google, Yahoo, Elbit, Zoran, Philips và Amdocs. Khuôn viên của trường Đại học Haifa cũng là nơi ra đời của Phòng thí nghiệm IBM Haifa.
Cảng Haifa dẫn đầu trong giao thông lưu chuyển hành khách giữa các cảng của Israel và còn là một cảng hàng hóa lớn, mặc dù việc bãi bỏ quy định cho thấy vai trò thống trị của Cảng Haifa chịu thách thức cạnh tranh với cảng Ashdod.
Phố buôn bán Haifa và các trung tâm mua sắm bao gồm Hutsot Hamifratz, Phố mua sắm Horev Mall, Trung tâm Panorama Center, Trung tâm Castra, Trung tâm Colony (Lev HaMoshava), Phố mua sắm Tháp Hanevi'im, Kanyon Haifa, Phố mua sắm Lev Hamifratz và Grand Kanyon.

### Du lịch

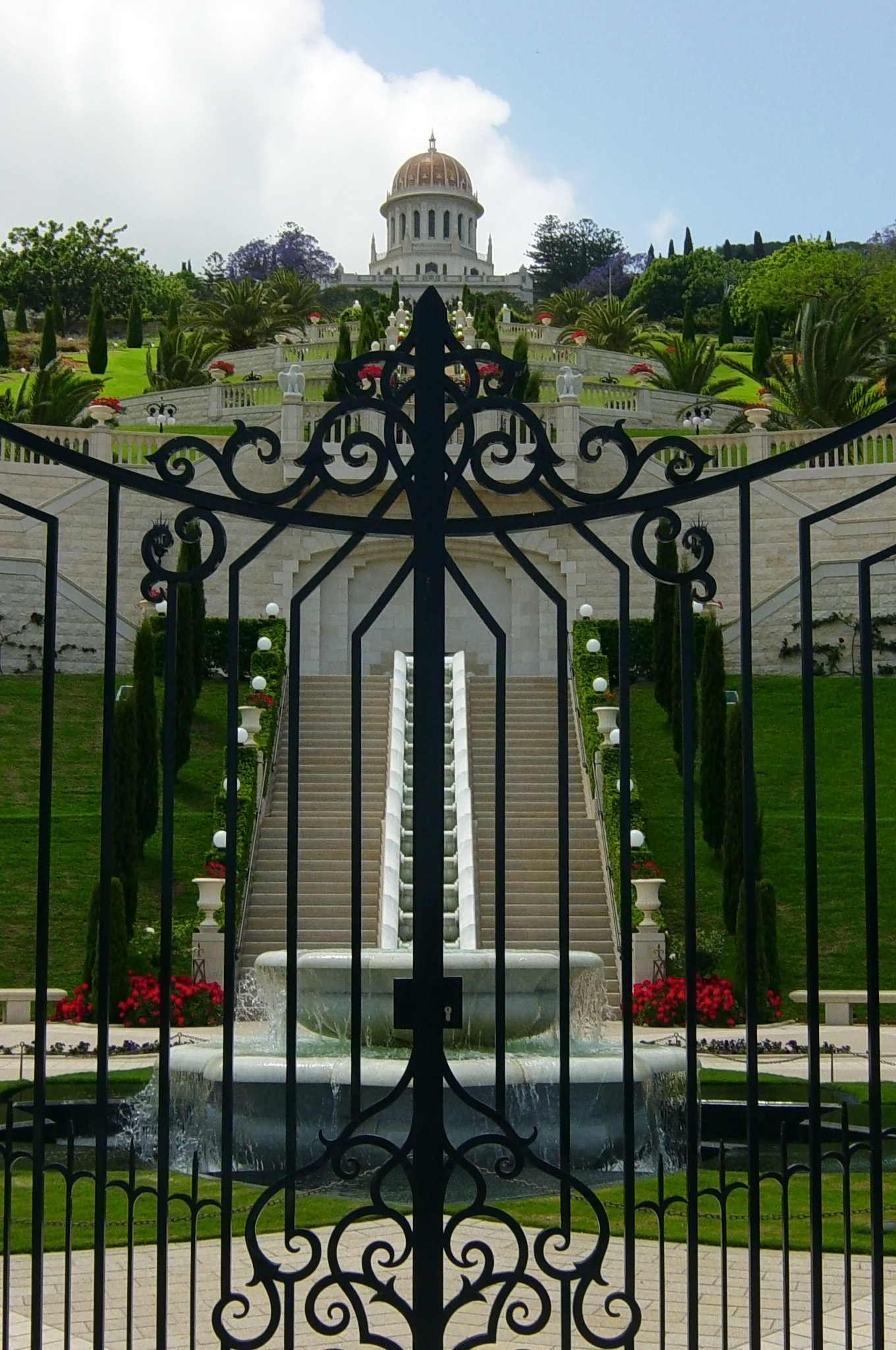
Đền thờ Báb và hàng rào tại Núi Carmel.

Năm 2005, Haifa có 13 khách sạn với tổng số 1.462 phòng. The city has 17 kilometres (11 mi) of beaches, 5 kilometres (3 mi). Sức thu hút du lịch chính của Haifa là Trung tâm Thế giới Bahá'í, với đền thờ Báb mái vòm vàng và những khu vườn xung quanh. Từ năm 2005 đến năm 2006, ngôi đền đã có 86.037 lượt viếng thăm. Trong năm 2008, các khu vườn Baha'i được UNESCO công nhận là Di sản thế giới. The restored German Colony, founded by the Templers, Stella Maris and Elijah's Cave also draw many tourists.
Nằm trong khu Haifa là khu nghệ sĩ Ein Hod, nơi hơn 90 nghệ sĩ và nhà điêu khắc sở hữu các xưởng điêu khắc và phòng triển lãm. Cũng có thể tìm thấy các hang động với những di tích còn sót lại của người Neanderthal và loài người buổi ban đầu tại công viên quốc gia Núi Carmel.
Một báo cáo năm 2007 của Khu tự trị Haifa kêu gọi xây dựng nhiều khách sạn hơn cùng một tuyến phà giữa Haifa, Acre và Caesarea, phát triển bến tàu phía Tây của cảng Haifa thành một khu vực vui chơi giải trí, bên cạnh đó mở rộng sân bay địa phương và các cảng để phù hợp với du lịch quốc tế và các tàu du lịch.

## Chính quyền

### Thị trưởng Haifa
- Najib Effendi al-Yasin (1873–77)
- Ahmad Effendi Jalabi (1878–81)
- Mustafa Bey al-Salih (1881–84)

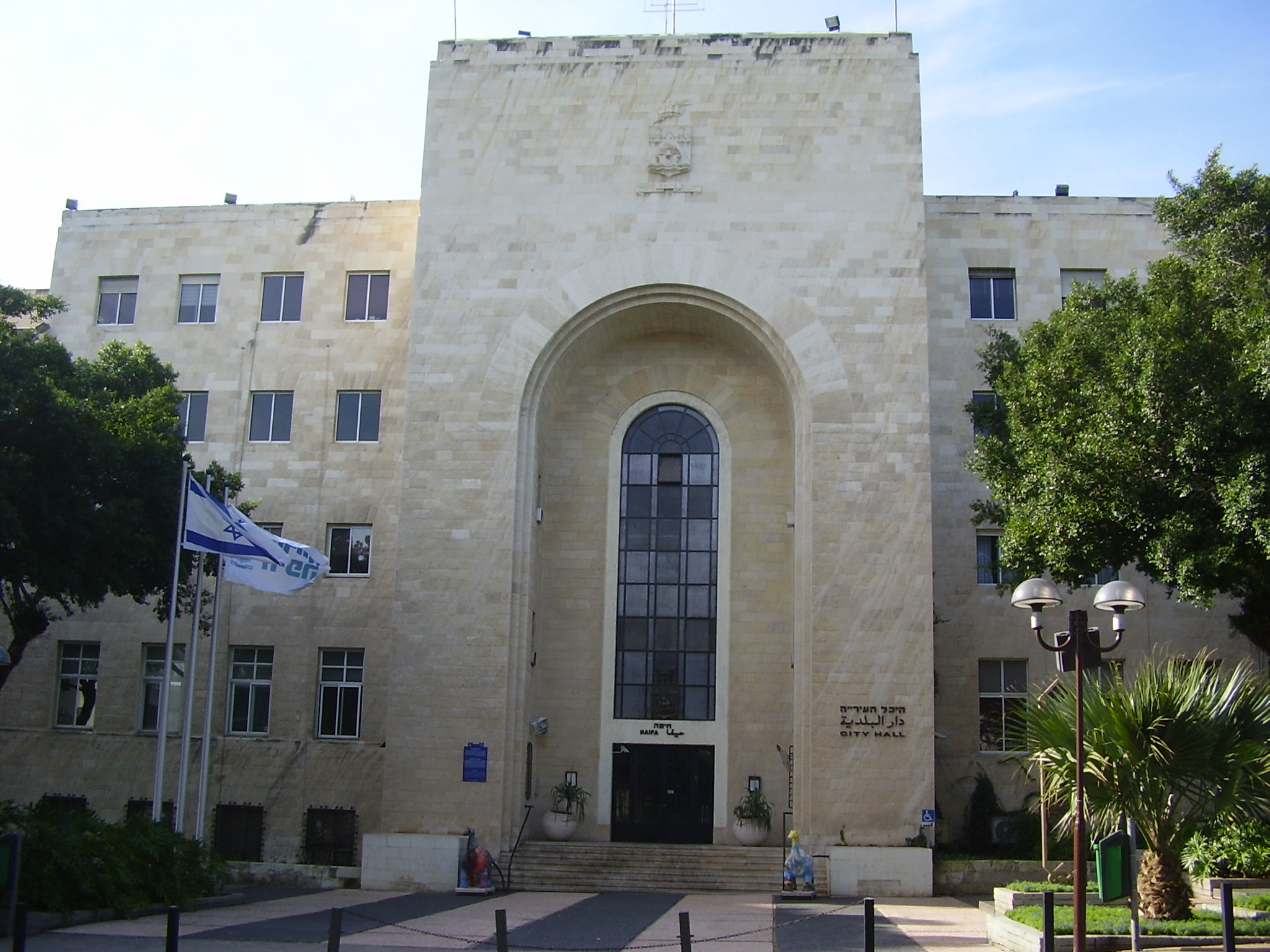
Hội trường Thành phố

- Mustafa Pasha al-Khalil (1885–1903)
- Jamil Sadiq (1904–10)
- Rif'at al-Salah (1910–11)
- Ibrahim al-Khalil (1911–13)
- Abd al-Rahman al-Haj (1920–27)
- Hasan Bey Shukri (1914–20, 1927–40)
- Shabtai Levy (1940–51)
- Abba Hushi (1951–1969)
- Moshe Flimann (1969–1973)
- Yosef Almogi (1974–1975)
- Yeruham Zeisel (1975–1978)
- Aryeh Gur'el|Arie Gur'el (1978–1993)
- Amram Mitzna (1993–2003)
- Giora Fisher (thị trưởng lâm thời, 2003)
- Yona Yahav (2003–đến nay)

## Cơ sở y tế

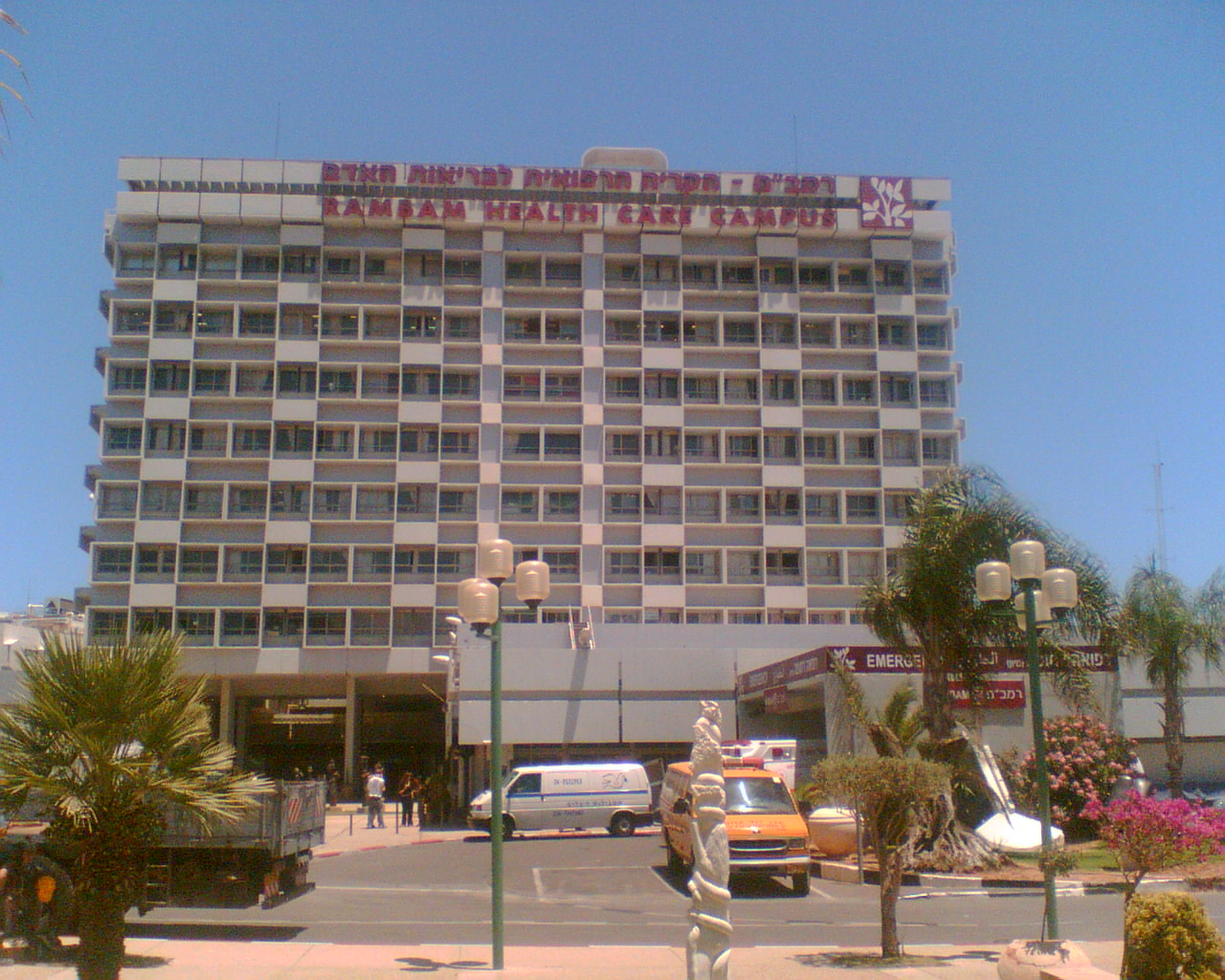
Trung tâm y tế Rambam

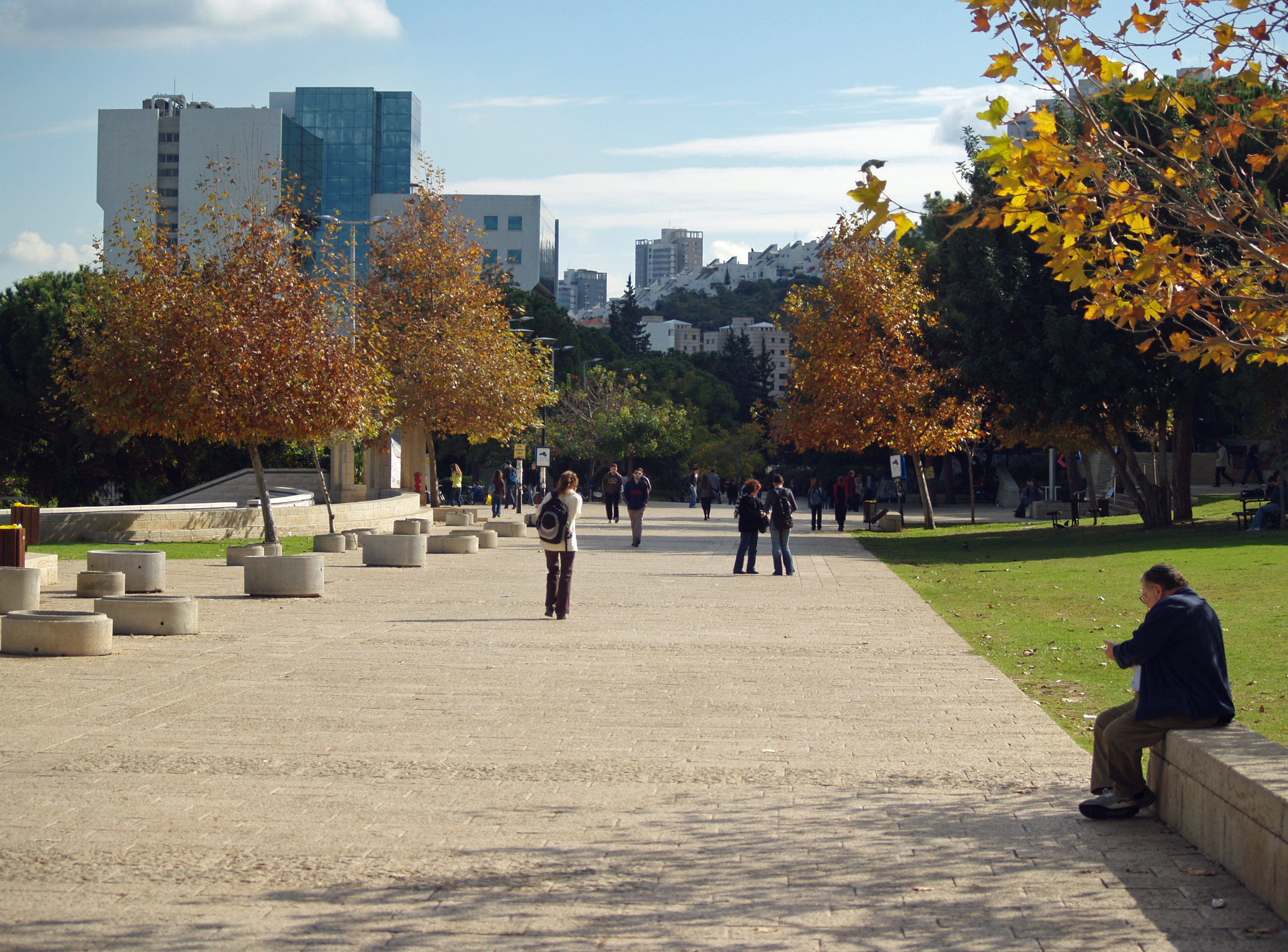
Technion, có tên gọi là "MIT của Israel".

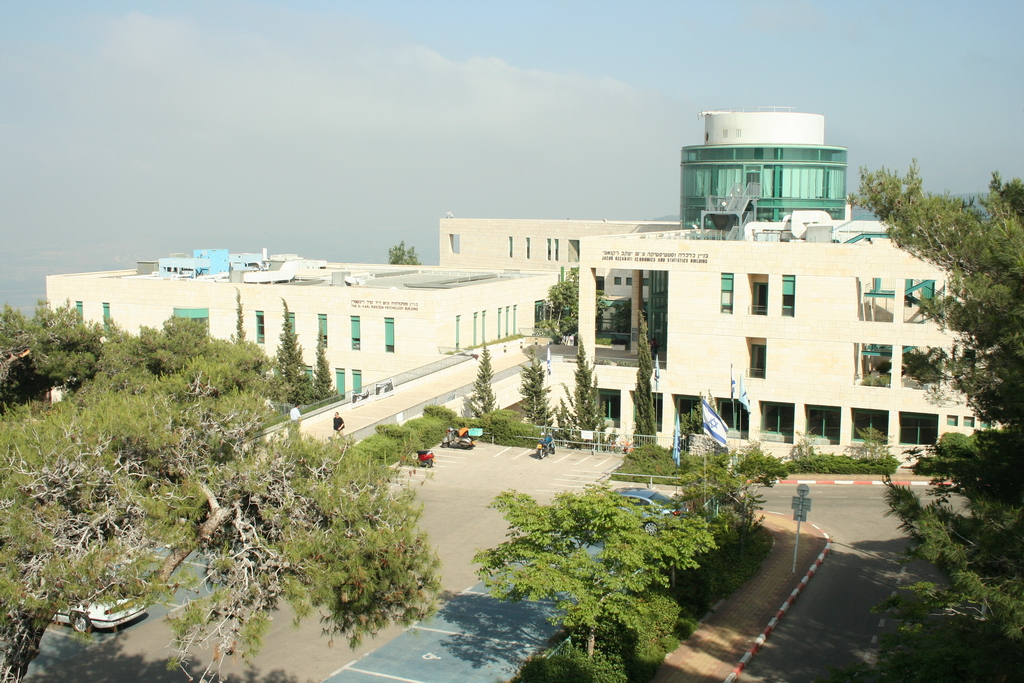
Tòa nhà Rabin, Đại học Haifa

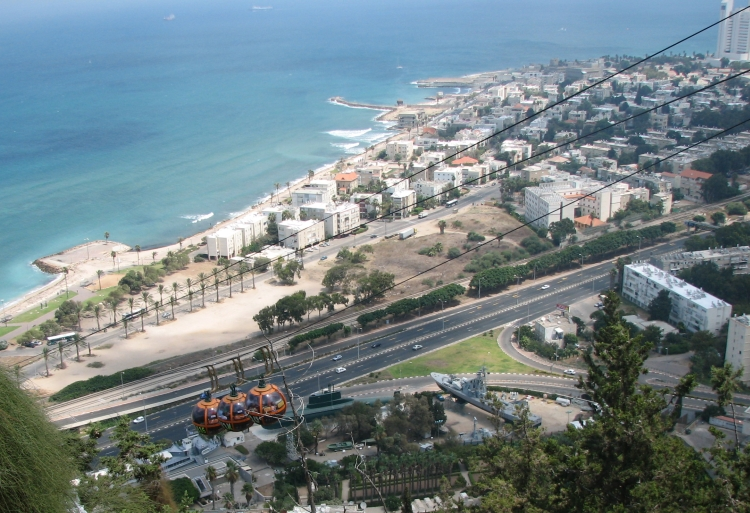
Cáp treo chạy thẳng từ trên Núi Carmel xuống Bat Galim.

Cơ sở y tế ở Haifa có tổng cộng 4.000 giường bệnh. Bệnh viện lớn nhất là Bệnh viện Rambam do chính phủ điều hành với 900 giường bệnh và tiếp nhận 78.000 ca nhập viện trong năm 2004. Bệnh viện Bnai Zion và Bệnh viện Carmel đều có 400 giường. Các bệnh viện khác trong thành phố gồm các Bệnh viện Ý, Bệnh viện Elisha (100 giường), Trung tâm y tế Horev (36 giường) và Ramat Marpe (18 giường) Haifa có 20 trung tâm y tế gia đình. Năm 2004 có tổng cộng 177.478 ca nhập viện.
Trung tâm Y tế Rambam luôn túc trực ở đường dây nóng trong Chiến tranh Liban lần thứ hai vào năm 2006 và buộc phải đề phòng đặc biệt để bảo vệ sự an toàn của bệnh nhân. Toàn bộ bệnh viện đã phải chuyển đến nơi trú ẩn lớn dưới lòng đất.

## Giao thông vận tải
Haifa là một trong số ít những thành phố ở Israel có xe buýt hoạt động vào ngày Shabbat (ngày thứ 7 của tuần lễ Do Thái, ngày nghỉ của đạo Do Thái). Các tuyến xe buýt hoạt động trên toàn thành phố theo một lịch trình giảm từ cuối buổi sáng thứ Bảy trở đi, và có khả năng kết nối với Haifa với Nesher, Tirat Karmel, Yokneam, Nazareth, Nazareth Illit và các khu dân cư trung gian. Kể từ mùa hè năm 2008, các tuyến xe buýt đêm được điều hành bởi công ty Egged (tuyến 200 - khu vực Haifa) và các vùng ngoại ô Krayot (tuyến 210). Suốt mùa hè năm 2008, các tuyến này hoạt động suốt các đêm trong tuần. Vào mùa đông, lịch trình của chúng bị giới hạn còn đêm thứ Năm, thứ Sáu và thứ Bảy, điều này khiến chúng trở thành hệ thống xe buýt duy nhất ở Israel hoạt động vào tối thứ Sáu. Haifa cũng là thành phố duy nhất ở Israel vận hành dịch vụ xe buýt vào thứ Bảy đến các bãi biển vào mùa hè. Các tuyến xe buýt Egged hoạt động suốt sáng thứ Bảy từ các vùng lân cận đến bãi biển Dado và Bat Galim, sau đó di chuyển trở lại vào buổi chiều.

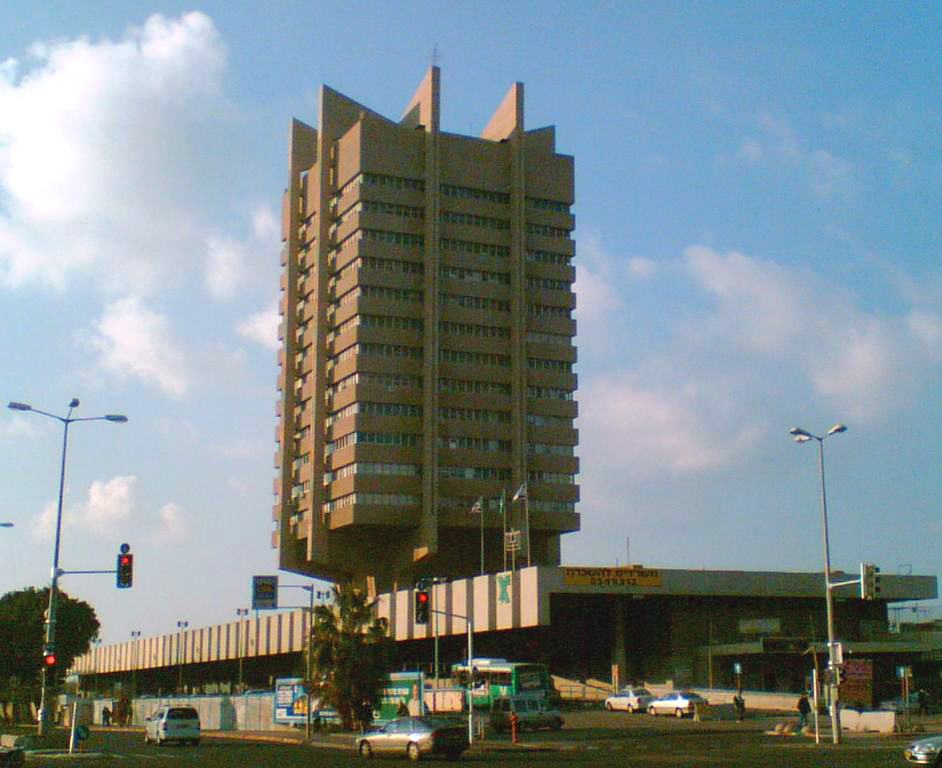
Trụ sở của Công ty xe buýt Egged

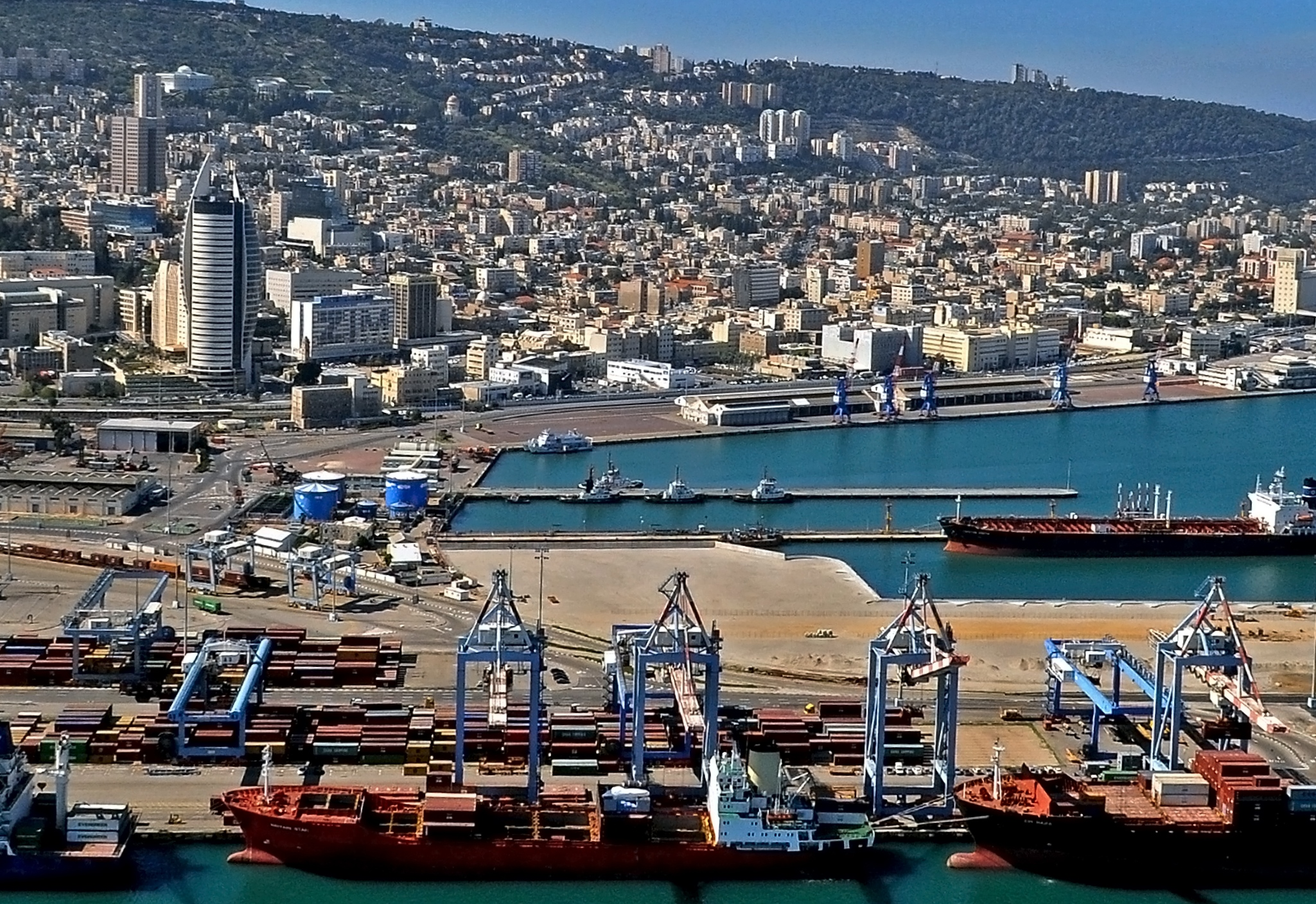
Cảng Haifa

Hệ thống tàu điện ngầm ở Haifa gọi là Carmelit. Đó là một loại đường sắt có dây kéo ngầm trên đường ray, chạy từ trung tâm Quảng trường Paris sang Gan HaEm (công viên trung tâm) trên núi Carmel. Với một tuyến đường ray đơn, sáu trạm và hai xe vận hành, hệ thống này được liệt vào Kỷ lục Thế giới Guinness với danh hiệu tuyến tàu điện ngầm ngắn nhất thế giới.
Haifa còn có hệ thống cáp treo du lịch. Tuyến cáp treo Stella Maris gồm sáu khoang, nối từ Bat Galim trên bờ biển sang tầng quan sát Stella Maris và tu viện trên núi Carmel. Hệ thống cáp treo Haifa phục vụ chủ yếu cho khách du lịch, di chuyển từ Bat Galim đến đỉnh núi Carmel. Tuy nhiên, hiện nay có kế hoạch mở rộng hệ thống này để trở thành một phần tích hợp vào hệ thống giao thông công cộng Haifa, với lộ trình từ ngã ba điểm chốt tại chân núi Carmel đến Technion và sau đó xuống Đại học Haifa.

### Đường bộ
Du lịch giữa Haifa và trung tâm Israel có thể thực hiện bằng đường bộ qua Quốc lộ 2, tuyến đường cao tốc chính dọc theo đồng bằng ven biển, khởi đầu tại Tel Aviv và kết thúc tại Haifa. Ngoài ra, Quốc lộ 4 chạy dọc theo bờ biển phía Bắc của Haifa, Quốc lộ 2 chạy theo phía Nam ở bên trong đất liền. Trong quá khứ, giao thông theo Quốc lộ 2 về phía Bắc của Haifa phải đi qua khu vực trung tâm của thành phố. Tuy nhiên, từ 1 tháng 12 năm 2010, tuyến đường hầm Carmel đi vào hoạt động đã giúp chuyển lưu lượng giao thông qua đường hầm dưới Núi Carmel, cắt giảm ùn tắc ở khu vực kinh doanh trong thành phố.

### Đường thủy và đường không
Sân bay Haifa cung cấp những chuyến bay nội địa đến Tel Aviv và Eilat cũng như đặc quyền quốc tế đến Cộng hòa Síp và Jordan. Hiện đang có kế hoạch mở rộng các chuyến bay từ Haifa. Tàu thuyền trước đây hoạt động vận chuyển từ cảng Haifa sang Hy Lạp và Síp.

## Thành phố sinh đôi - thành phố kết nghĩa

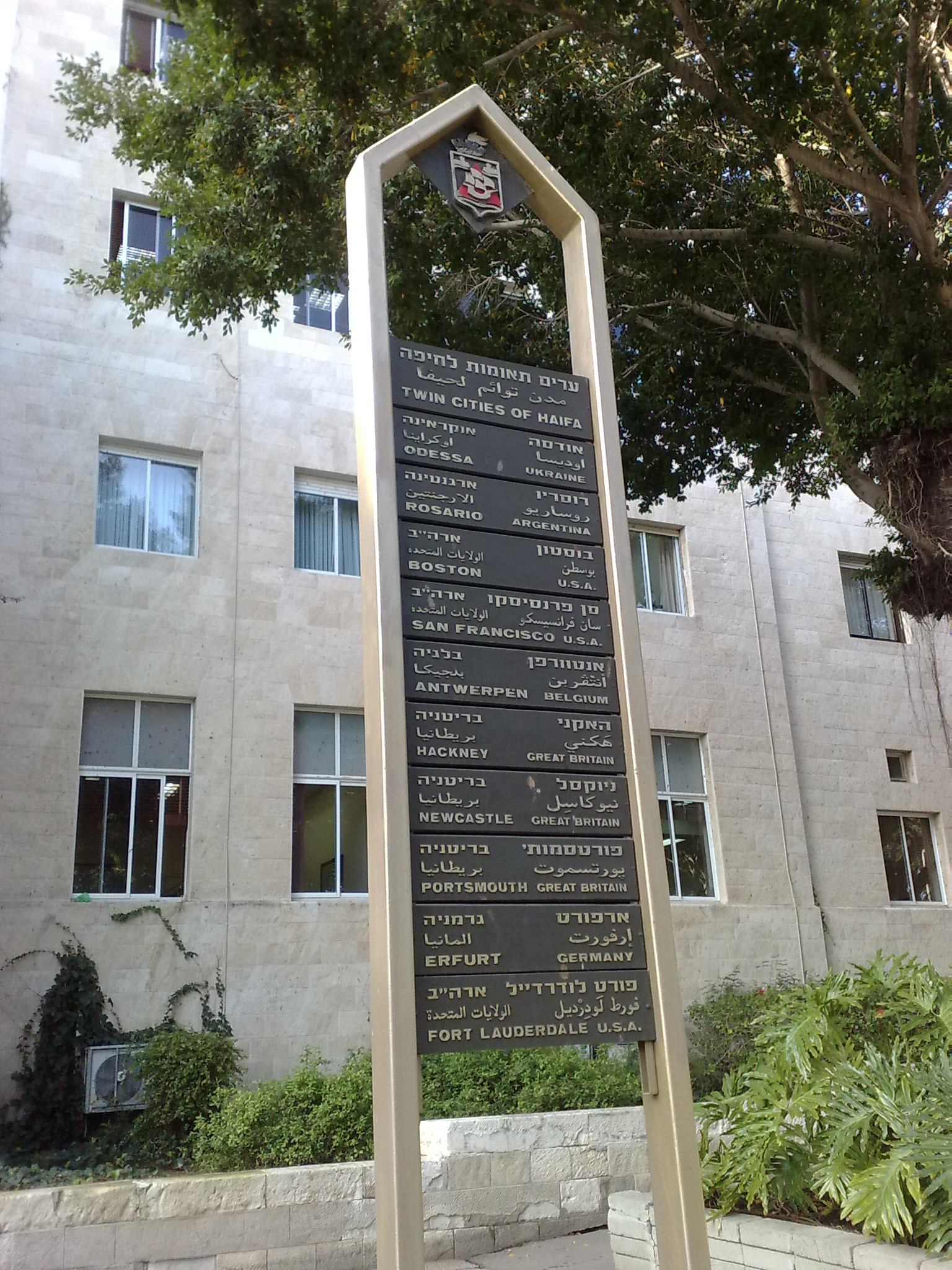
Tấm bia thành phố sinh đôi của Haifa.

Haifa kết nghĩa với các thành phố sau:
| - Marseille, Pháp (từ 1962) - Portsmouth, Liên hiệp Anh (từ 1962) - Luton, Liên hiệp Anh (từ 1966) - Hackney, Luân Đôn, Liên hiệp Anh (từ 1968) - Manila, Philippin (từ 1971) - San Francisco, Hoa Kỳ (từ 1973) - Aalborg, Đan Mạch (từ 1973) - Cape Town, Cộng hòa Nam Phi (từ 1975) - Bremen, Đức (từ 1978) - Antwerp, Bỉ (từ 1986) - Mainz, Đức (từ 1987) - Saint Petersburg, Nga (từ 2008) - Düsseldorf, Đức (từ 1988) | - Rosario, Argentina (từ 1988) - Odessa, Ukraina(từ 1992) - Thượng Hải, Trung Quốc (từ 1994) - Kobe, Nhật Bản (từ 2004) - Boston, Hoa Kỳ (từ 1999) - Limassol, Cộng hòa Síp (từ 2000) - Fort Lauderdale, Hoa Kỳ (từ 2002) - Erfurt, Đức (từ 2005) - Mannheim, Đức (từ 2005) - Newcastle, Liên hiệp Anh - West Hartford, Hoa Kỳ - Santo Domingo, Cộng hòa Dominican - Guayaquil, Ecuador (từ 2006) - Lexington, Massachusetts, Hoa Kỳ |

## Hình ảnh

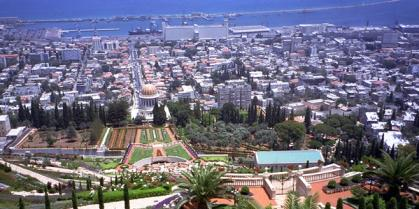
Haifa nhìn từ trên đỉnh Núi Carmel.
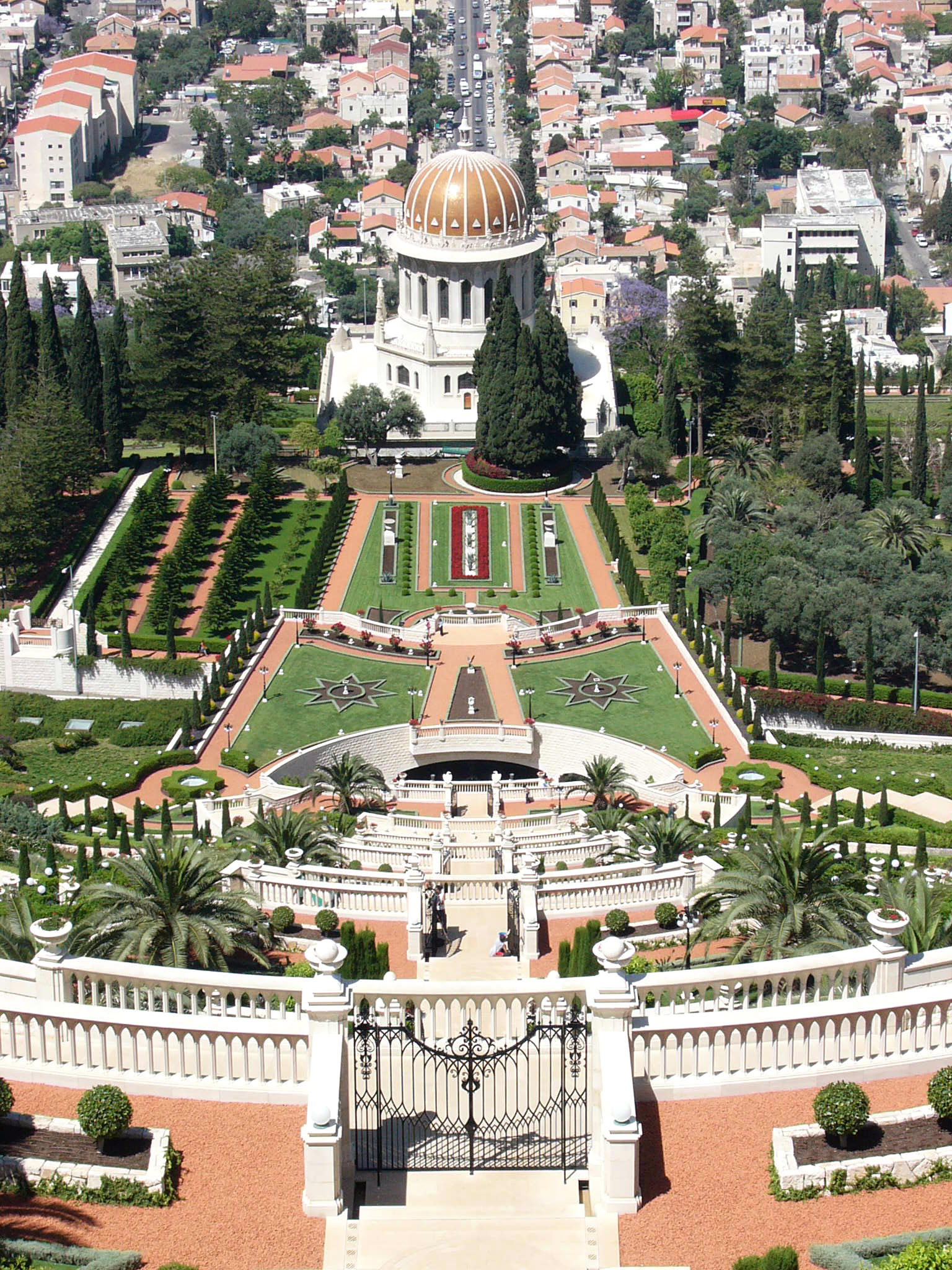
Vườn Baha'i nhìn từ trên cao.
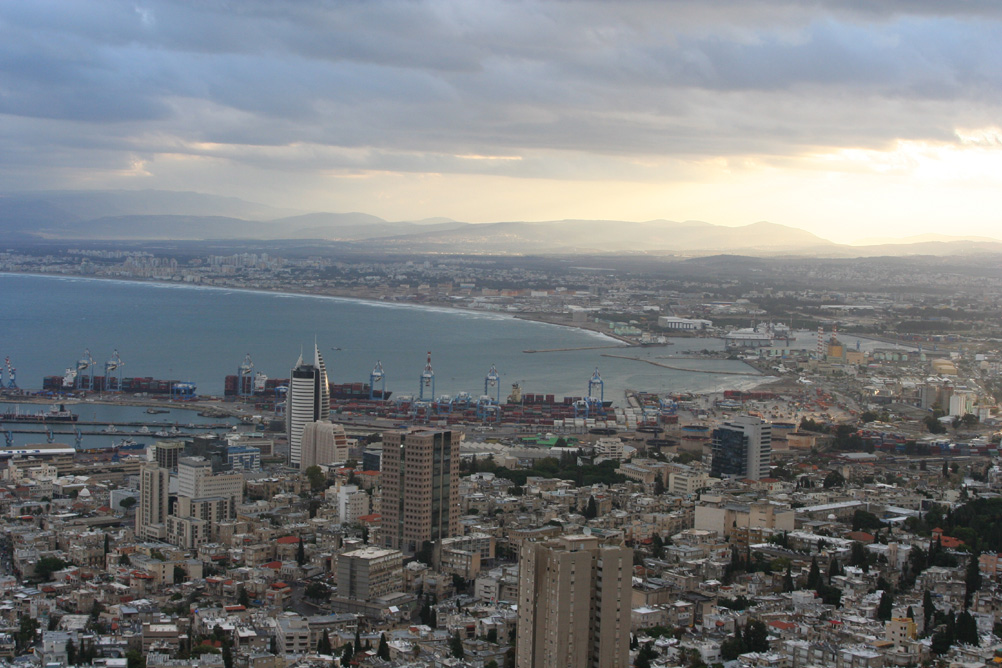
Hoàng hôn trên Vịnh Haifa.
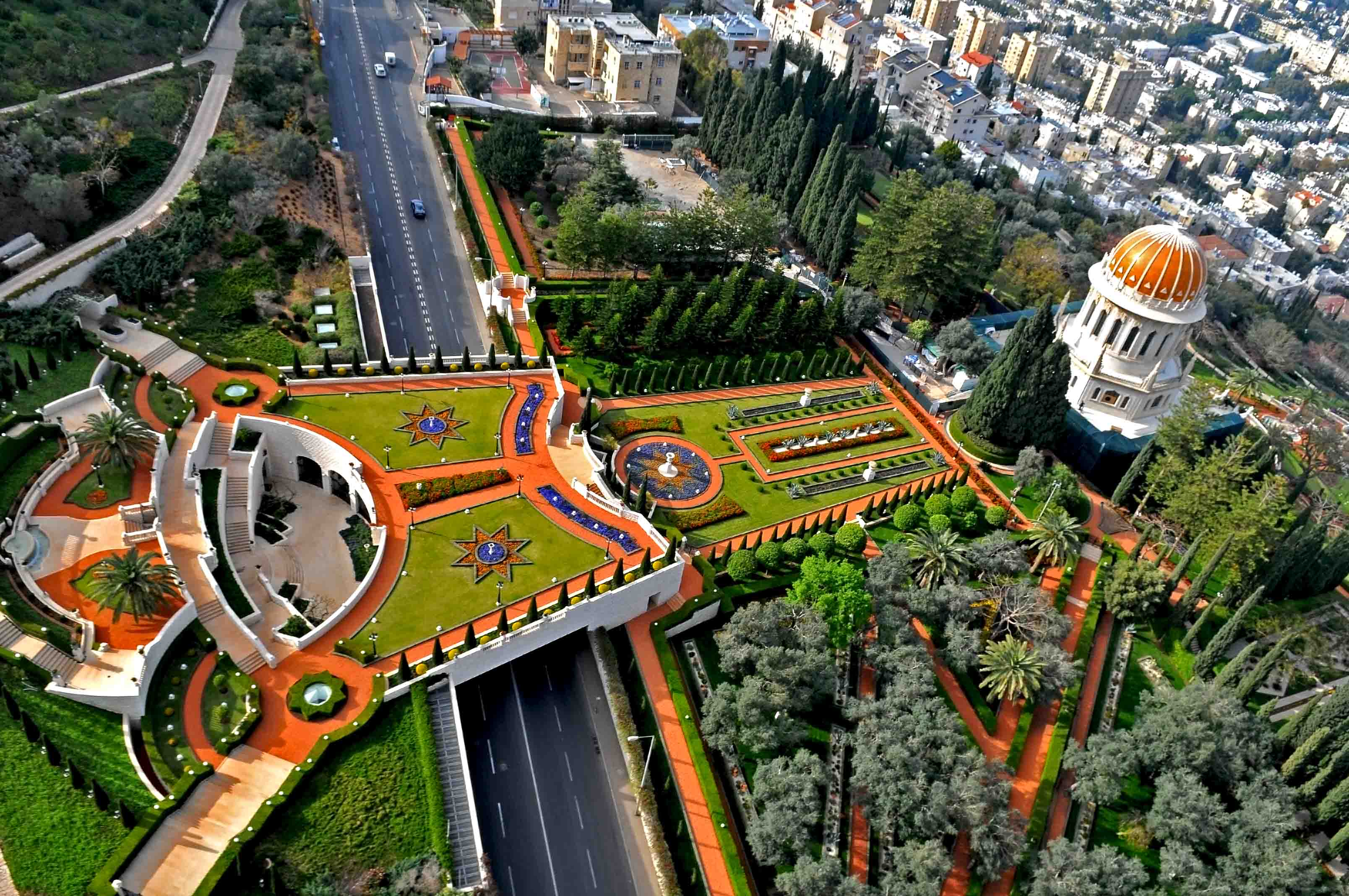
Khu vườn và đền thờ Báb, cùng với cây cầu bắc qua Đại lộ Haziyonuth.
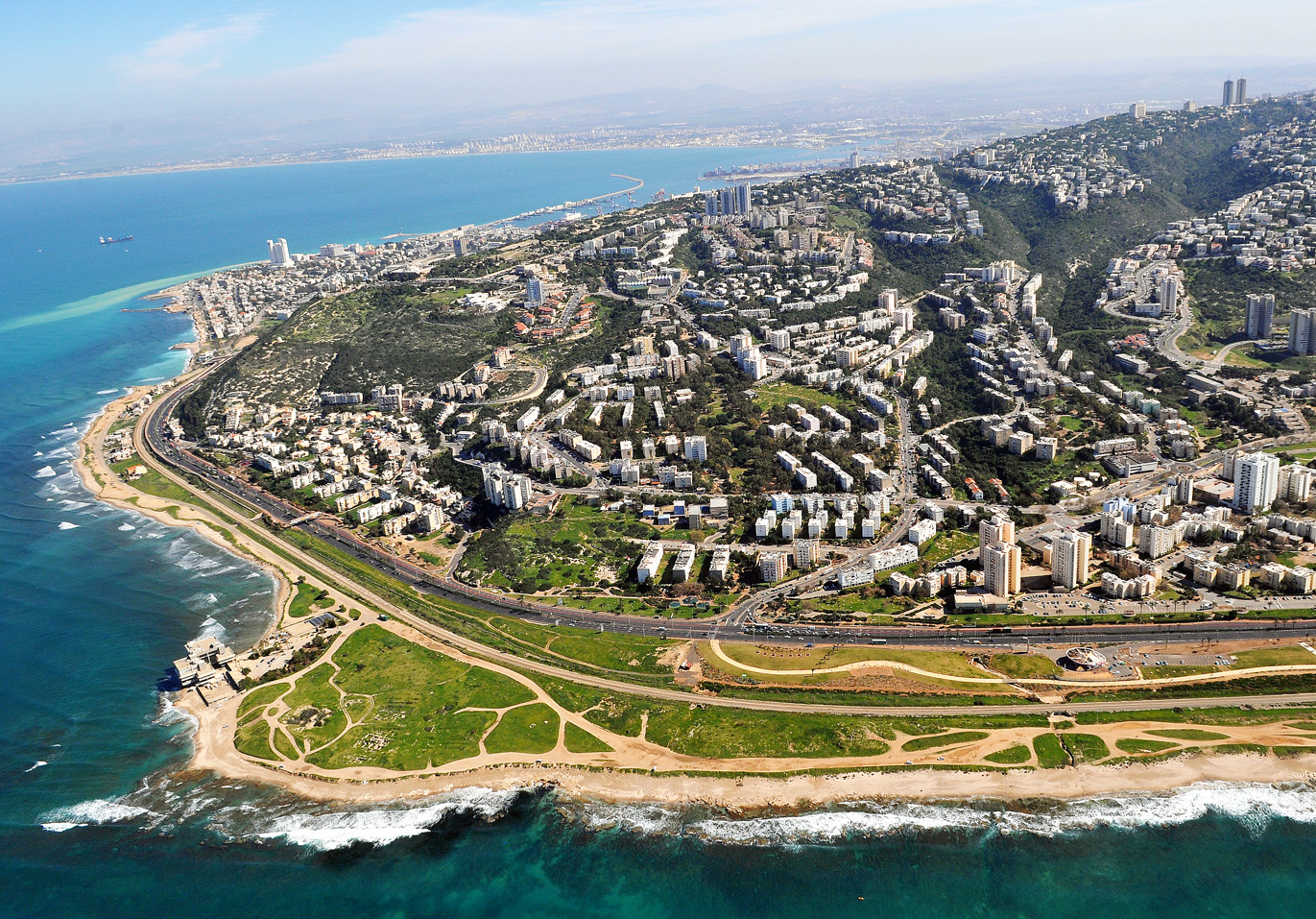
Thành phố Haifa nằm dọc ven sườn Núi Carmel cạnh bờ biển Địa Trung Hải.
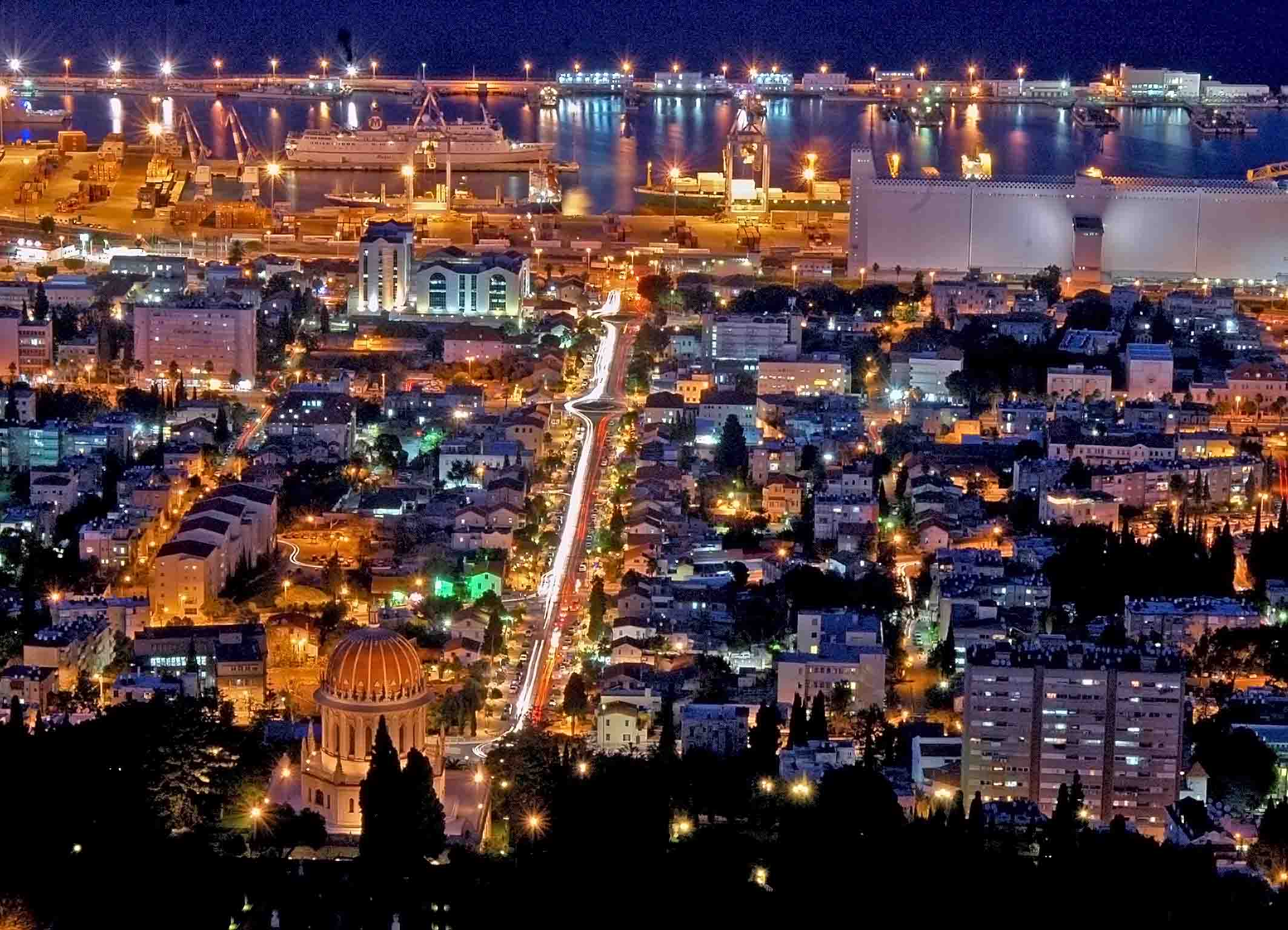
Thành phố Haifa về đêm.